# 小田菜摘
小田 菜摘（おだ なつみ、3月22日 - ）は日本の少女小説家。2005年以前の筆名は沖原 朋美（おきはら ともみ）。2005年現在、病院勤務。
『桜の下の人魚姫』が集英社主催2003年度ノベル大賞で、読者大賞を受賞。2004年、『勿忘草の咲く頃に』で文庫デビューを果たした。

## 作品リスト

### 文庫
コバルト文庫
- 『勿忘草の咲く頃に』（2004年6月刊、沖原朋美名義）
- 『待つ宵草がほころぶと』（2004年8月刊、沖原朋美名義）
- 『桜の下の人魚姫』（2004年11月刊、沖原朋美名義）
- 『黄金を奏でる朝に〜セレナーデ〜』（2005年9月刊、沖原朋美名義）
- 『そして花嫁は恋を知る』シリーズ（2008年6月 - 2012年8月刊）
  1. 黄金の都の癒し姫
  2. 白銀の都へ旅立つ姫
  3. 紅の沙漠をわたる姫
  4. 緑の森を拓く姫
  5. 緑の森を統べる姫
  6. 黄土の大地を潤す姫
  7. 大河は愛をつなぐ
  8. 青の大河をのぼる姫
  9. 黄金の都を興す姫
  10. 黄金の都を受け継ぐ姫
  11. 月の女神は黎明を導く
  12. 想いは砂色の聖地に集う
  13. 薔薇の想いは海を越える

- 『花嫁の選択』シリーズ（2011年4月 - 2012年6月刊）
  1. 銀の森の姫は風の大地に向かう
  2. 風の国の妃は春を忍ぶ
  3. 東で石は宝珠に輝く
  4. 悠久の大河は紅涙を呑む

- 『霧の都の恋人たち 〜貴婦人の恋は珈琲の香り〜』（2013年2月刊）

- 『薔薇は花降る都で』シリーズ（2013年11月 - 2014年4月刊）
  1. 薔薇は花降る都で咲き初める
  2. 薔薇は聖なる都で咲き誇る

- 『春華杏林医治伝 〜気鋭の乙女は史乗を刻む〜』（2018年4月刊）

ビーズログ文庫
- 『革命は恋のはじまり』シリーズ（2012年7月 - 2013年8月刊）
  1. 〜え?後宮解散ですか!?〜
  2. 〜2つの求婚と目覚める想い〜
  3. 〜告げる想いと自立する願い〜
  4. 〜絡まる希望と途切れぬ想い〜
  5. 〜つながる想いと開ける未来〜

- 『なりゆき斎王の入内』シリーズ（2014年4月 - 2016年11月刊）
  1. -この婚姻、陰謀なりけり-
  2. -その正体、さらにも言わず-
  3. -この恋路、乱れがはしき-
  4. -その想い、ひとかたならず-
  5. -心惑ひははかりなし-
  6. -心の花は咲き出ずる-
  7. -まばゆき胡蝶はまどはしたり-
  8. -侍う路は、いといみじなり-
  9. -比翼の鳥は和を調ぶ-

- 『恋衣花草紙』シリーズ（2017年4月 - 2017年8月刊）
  1. 山吹の姫の物語
  2. 白蓮の姫の物語

- 『にわか姫大夫の宮中事情～男装女官のお仕事～』（2018年8月刊）

集英社オレンジ文庫
- 『君が香り、君が聴こえる』（2016年5月刊）

- 『平安あや解き草紙』シリーズ（2019年3月 - 2022年1月刊）
  1. 〜その姫、後宮にて天職を知る〜
  2. 〜その後宮、百花繚乱にて〜
  3. 〜その恋、人騒がせなことこの上なし〜
  4. 〜その女人達、ひとかたならず〜
  5. 〜その姫、後宮にて宿敵を得る〜
  6. 〜その女人達、故あり〜
  7. 〜この惑い、散る桜花のごとく〜
  8. 〜その女人、匂やかなること白梅の如し〜

- 『掌侍・大江荇子の宮中事件簿』1〜5（以後続巻）（2021年12月 - 刊行中）

富士見L文庫
- 『西陣あんてぃく着物取引帖』（2018年4月刊）

- 『お師匠さまは、天神様 やり直しの道は太宰府から』（2019年6月刊）

PHP文芸文庫
- 『後宮の薬師 平安なぞとき診療日記』（2021年3月刊）

### 雑誌
- 『桜の下の人魚姫』（Cobalt 2004年4月号掲載、沖原朋美名義）※コバルト文庫『桜の下の人魚姫』に収録
- 『向日葵』（Cobalt 2004年6月号掲載、沖原朋美名義）
- 『奇跡のうた』（Cobalt 2004年12月号掲載、沖原朋美名義）
- 『草原の女王』（Cobalt 2009年7月号掲載）※コバルト文庫『そして花嫁は恋を知る　大河は愛をつなぐ』に収録
- 『黄金の都を受け継ぐ姫』（Cobalt 2010年3月号掲載）※コバルト文庫『そして花嫁は恋を知る　黄金の都を受け継ぐ姫』に収録

### その他
- 『2003年度ノベル大賞最終選考発表!!』（Cobalt 2003年12月号掲載、沖原朋美名義）